# 大蒂頓國家公園
大提頓國家公園（英語：Grand Teton National Park，或译大蒂頓國家公園）是位於美國懷俄明州西北部的一個國家公園，面積約130,000公頃（310,000英畝；1,300平方公里）。公園包含64公里（40英里）長的提頓山脈以及傑克遜谷北部。大提頓位在黃石國家公園以南16公里（10英里），兩者由公園管理局的小约翰·D·洛克菲勒紀念大道相接。兩座國家公園加上周遭的國家森林形成了大黃石生態系統，其面積近7,300,000公頃（18,000,000英畝），是世界上最大完整保存的中緯度生態系之一。
人類在大提頓地區的歷史可追溯至11,000年前，當時行狩獵採集的古印地安人會在溫暖的季節來此找尋食物和補給。到了19世紀初，白人探險家才與這裡的東休休尼原住民首次相遇。1810年至1840年，毛皮貿易公司相繼來此競爭，希望能掌控河狸毛皮交易而獲利。美國政府的遠征隊則在19世紀中到訪提頓地區，他們是黃石遠征隊的分支。傑克遜谷最早的白人定居者大約在1880年代來到。
自19世紀晚期開始，有人建議將此區劃設為國家公園保護，而大提頓國家公園終於在1929年成立，保護範圍包括提頓山脈的主要山峰，此時傑克遜谷大多還屬於私有地。到了1930年代，由小约翰·D·洛克菲勒帶領的環保人士開始購買傑克遜谷的土地，以加入到公園範圍內。雖然有民眾對此表達反對，國會也多次試圖阻止，大部分的傑克遜谷還是在1943年被加到了傑克遜谷國家紀念區內。紀念區在1950年廢除，但土地幾乎都移交給了大提頓國家公園。
公園的名稱來自於提頓山脈的最高峰大提頓山。這座山的名字是來自19世紀捕獸人所取的法語名「les trois tétons」（三個胸部），後來轉化為英語並縮減為「Tetons」。大提頓山海拔4,199公尺（13,775英尺），山峰陡峭地立於傑克遜谷上方2,100公尺（7,000英尺），也比第二高峰歐文山高出260公尺（850英尺）。公園內有許多湖泊和河流，包括24公里（15英里）長的傑克遜湖，以及蛇河主幹的上游。山脈頂端有數十座小型冰川，但持續融化當中。公園內發現最古老的石頭來自27億年前，也是所有美國國家公園內最老的。
大提頓國家公園擁有幾乎原始的生態系統，有些史前時代的動植物至今仍在此生存。這裡有超過1,000種維管束植物、數十種哺乳類動物和魚類、300種鳥類以及多種爬蟲類和兩生類。由於外來種引入造成生態的變化，公園也針對原生魚類和瀕危的美國白皮松提出保護措施。
大提頓國家公園適合登山、健行、釣魚、賞楓等多種休閒活動，有超過1,000個露營車位和320公里（200英里）長的步道，可抵達較為偏遠的露營地。公園以釣鱒魚聞名，也是為數不多能捕捉蛇河割喉鱒的地點。公園有數個國家公園管理局的遊客中心，以及私人經營的住宿地點、加油站和碼頭等等。

## 人類歷史

### 古印地安人與美國原住民

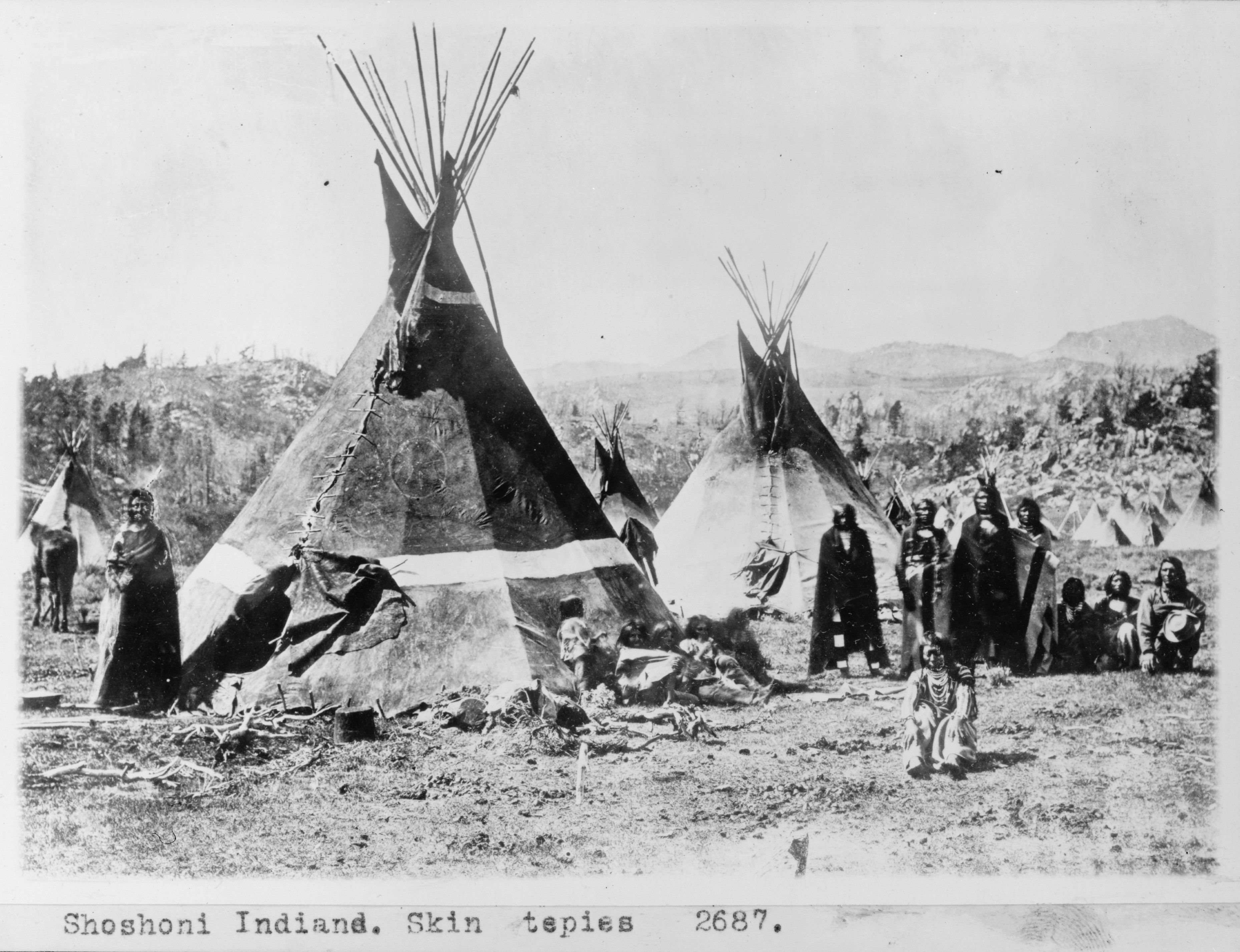
懷俄明州休休尼人的營帳，由W. H. Jackson拍攝於1870年

距今超過11,000年前，古印地安人就已在大提頓國家公園的區域內活動。當時的傑克遜谷比現今寒冷，較接近高山氣候，而不是現今的半乾旱氣候。從事採集和狩獵的游牧民會在夏季居住於此，並於冬季遷移到提頓山脈西側的山谷。在傑克遜湖沿岸已發現火堆、工具和釣魚用鉛錘等遺跡，而其中一種工具與距今超過11,500年的克洛維斯文化有關。某些工具經過化學分析後，發現是使用來自提頓山口（位在公園南方）附近的黑曜石所製造。雖然傑克遜北方也有黑曜石，但幾乎所有黑曜石工具的來源都是南方，暗示著古印地安人的季節遷移方向是來自南方。至於麋鹿則會在傑克遜谷南端的麋鹿保護區過冬，並在春季與夏季向西北方高海拔地帶移動，這種移動模式一直持續到今日。從11,000年前直到500年前，美國原住民的遷徙模式幾乎保持不變，也找不到任何永久定居的證據。
1800年代，白人殖民地開拓者首次來到這裡，並與東部部落的休休尼人相遇。當時多數居住於黃石山區的休休尼人仍採步行，但較低海拔的已開始使用馬。住在山上的休休尼人主食為大角羊，他們因此自稱為「食羊者」或「圖庫德卡」。休休尼人保有與他們祖先相同的遷徙模式，並且與提頓山脈有緊密的精神連結。休休尼人會在提頓山山坡上石頭圍起的區域（The Enclosure）舉行成年禮，包含幻覺追尋儀式。1868年溫德河印第安保留地成立後，提頓和黃石地區的休休尼人被重新安置於保留區內。此保留區地點是由華謝基酋長所選擇，位在傑克遜谷東南方160公里（100英里）。

### 毛皮交易勘查
劉易斯與克拉克遠征隊（1804至1806年）當初西行的路線遠在大提頓以北，當他們從太平洋返回時，一位隊員約翰·庫爾特提前離隊，以加入兩位獵取毛皮的捕獸人行列，他們向西邊探索，找尋河狸皮毛。庫爾特後來被探險家曼努爾·利沙雇用，帶領捕獸人以及勘查黃石河附近區域。他在1807/08年冬天行經傑克遜谷，也是第一位目睹提頓山脈的白人。遠征隊共同領導人威廉·克拉克在1814年出版的地圖中就包含了庫爾特1807年時的勘查路線。另一幅地圖克拉克所製作的地圖中標示，庫爾特從傑克遜谷東北方的特格蒂山口或聯合山口跨越美洲大陸分水嶺，進入傑克遜谷，行經原住民建造的小道，最後從提頓山口離開。1931年，一塊刻有「John Colter」和「1808」的石塊在愛達荷州提頓尼亞的田地被發現，此處位在提頓山口的西邊。這塊石頭並未確認是由庫爾特所刻寫，也有可能是後來的探險家所做。

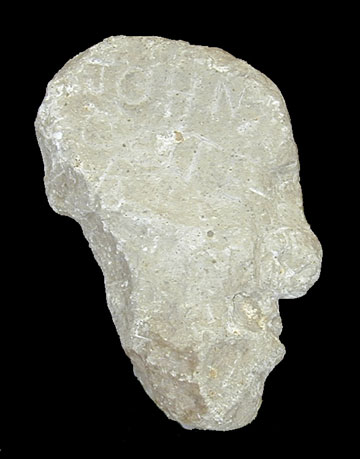
1931年在愛德荷州東部發現的「庫爾特石」，上面刻有「John Colter」

約翰·庫爾特被認為是最早的「山人」，他來到傑克遜谷是因為此地區有豐富的河狸和其他毛皮動物，而在後續30年間也有許多人因相同目的而來。1810年至1812年，太平洋毛皮公司東行路過傑克遜谷和提頓山口。1810年以後，美國和英國毛皮貿易公司競爭北美毛皮貿易市場，而美國要到1846年的《奧勒岡條約》才確保此地區的掌控權。由英國西北公司所派遣的探險家唐納·麥肯齊一行人，在1818年或1819年從西邊進入傑克遜谷。「提頓」和西邊谷地「皮爾山谷」名稱可能來自探險隊中的易洛魁人或法裔加拿大人所說的法語。較早的探險隊將提頓山脈的最高峰稱作「Pilot Knobs」。後來法國捕獸人將山峰命名為「les trois tétons」（三個胸部），之後縮減為「Tetons」。
1820年代中期成立的洛磯山脈毛皮公司，夥伴包括史密斯、薩布萊特和傑克遜（又名Davey Jackson）。傑克遜在1826年至1830年間負責監督提頓地區的毛皮交易。薩布萊特因此將提頓山脈以東的山谷名為「Jackson's Hole」，後來簡稱為Jackson Hole（傑克遜山谷）。由於毛皮需求衰減，以及美國西部因過度捕獵使河狸數量大減，許多美國毛皮貿易公司因此倒閉。然而，到1840年前，個人行動的「山人」仍然在此捕獵河狸。從1840年代中期至1860年，傑克遜谷除了原住民之外，已幾乎沒有其他人來往。大多遷徙路徑改走南方的南部山口，例如奧勒岡小徑和摩爾門之路。一直到美國政府開始進行組織性探勘前，白人文化對當地的影響非常小。

### 組織性探勘和聚落

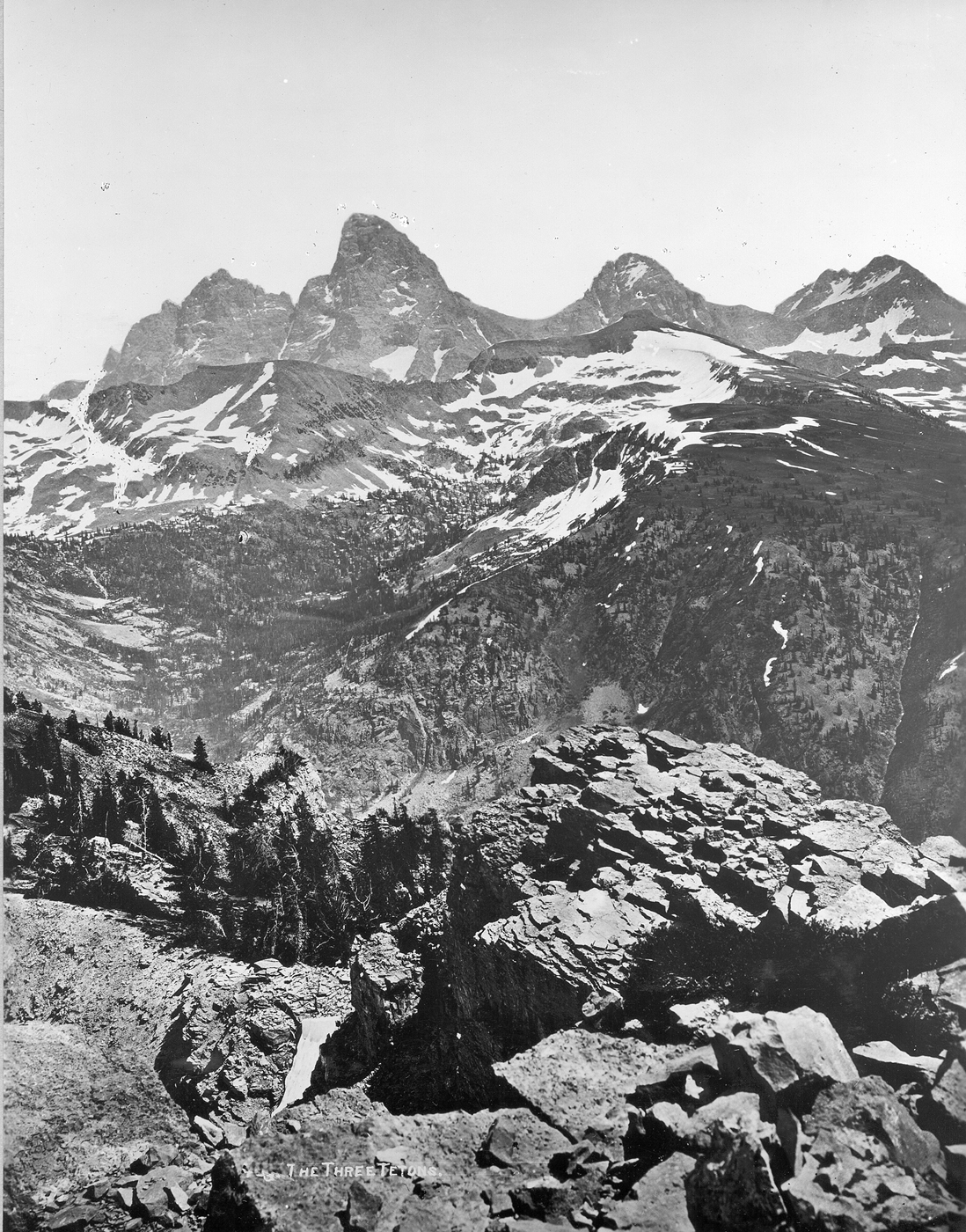
海登地理探查隊隊員從西部所看到的提頓山脈。這是提頓山脈最早的照片之一，1872年由威廉·亨利·傑克遜拍攝

第一支美國政府資助、進入傑克遜谷的遠征隊是1859至1860年間的雷諾茲遠征隊，由美國陸軍上尉威廉·F·雷諾茲帶領，並由山人吉姆·柏瑞哲作為嚮導。遠征隊中還有自然學家F·V·海登，他日後也帶領了其他遠征隊進入此地。遠征隊的任務是探索黃石附近區域，但因大雪而難以跨越山口。柏瑞哲於是帶領遠征隊往南跨過聯合山口，沿著格羅斯文特河走到蛇河，並從提頓山口離開。之後由於美國內戰，此地區的遠征隊計畫暫停執行，一直到1871年海登帶領的地理探查。1872年，海登領導黃石地區的探查，其中由史蒂文生（James Stevenson）帶領的小隊前往提頓地區，名為「蛇河小隊」。隊中的攝影師威廉·亨利·傑克遜拍下了提頓山脈的第一張照片。探查隊對當地非常多的山峰和湖泊進行了命名。許多早期山人和探險隊都沒有發現任何有經濟價值的礦產，但有仍一些探礦者在溪流旁進行採礦，並聲稱所有權。到了1900年，人們已完全放棄採礦作業。雖然從未有人定居於提頓山脈，但自從1884年，開拓者便開始在山脈東邊的傑克遜谷建立聚落。最早的定居者多為單身男性，他們必須忍受漫長的冬季、短暫的生長期，還要在佈滿石頭的土地上開墾。此地區大多用於養牛以及種植飼料用乾草。至1890年，傑克遜谷的估計人口只有60人。梅諾渡口建造於1892年，位在現今的麋鹿地區，使馬車能夠通行到蛇河西岸。1900至1920年間，牧場事業有顯著發展，但1920年代早期的一連串農業經濟衰退使許多牧場主變得一無所有。自1920年代開始，人們能利用汽車更便捷地親近自然美景。隨著車流量增加，經過提頓或特格蒂山口，進入傑克遜谷的舊軍事道路也有所改善。由於觀光的興盛，許多新建或舊有改建的度假農場紛紛成立，讓都市遊客能體驗牧牛的生活。

### 建立公園

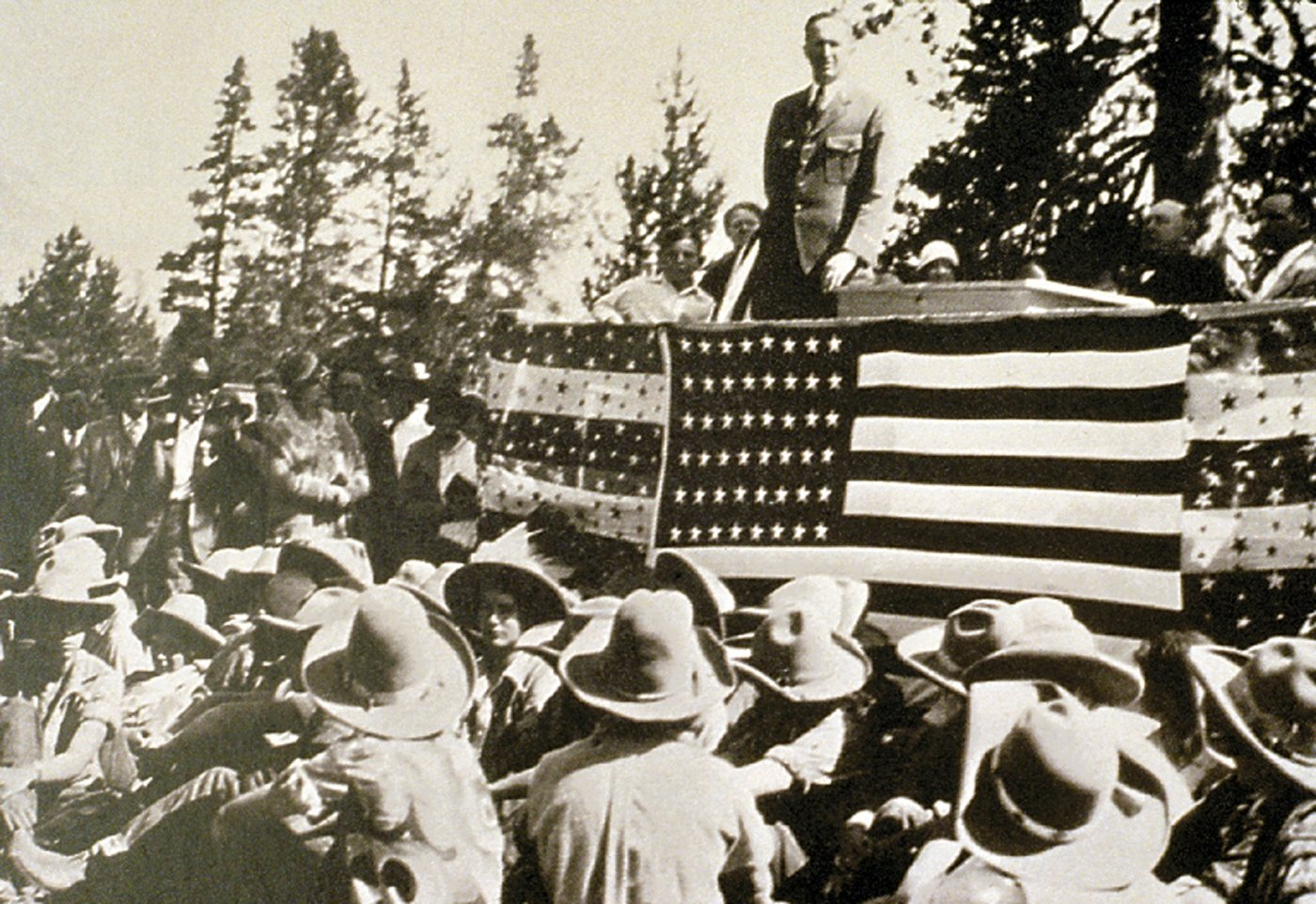
1929年大提頓國家公園揭幕儀式

傑克遜谷北方的黃石國家公園早在1872年就成立。到19世紀末，有不少環保主義人士提議將公園範圍擴大，將提頓山脈包含在內。1907年，為了調節灌溉水流，美國墾務局在傑克遜湖與蛇河交接處建造了一座木製水壩。雖然木製水壩在1910年就潰堤，但新水泥製的傑克遜湖水壩在1911年建成。水壩在1916年因米尼多卡計畫而擴建，水位提高了12公尺（39英尺），能提供愛達荷州的灌溉用水。提頓山脈的其他水壩建造計畫引起了黃石公園主任賀拉斯·歐布萊特的注意，並極力阻擋計畫進行。傑克遜谷居民反對黃石公園擴張，但支持建立全新的國家公園，範圍包含提頓山脈和山腳下的六座湖泊。1929年2月26日，柯立芝總統簽署國會通過的行政命令，建立39,000公頃（96,000英畝）的大提頓國家公園。
企業家小約翰·洛克菲勒和妻子在1920年代末造訪公園時，傑克遜谷大多還屬於私有地，洛克菲勒於是和歐布萊特討論，如何保護傑克遜谷免於商業開發。最終，洛克菲勒決定透過蛇河地產公司逐步買下傑克遜谷的地產，並交給國家公園管理局。當計畫在1930年公開時，遭到傑克遜谷居民強烈反對。由於國會阻止公園擴大，使得蛇河地產公司持有的地產處於停滯狀態。到了1942年，洛克菲勒擔心購買的地產永遠不會成為公園的一部份，他於是寫信給內政部長伊克斯說明可能將地給賣掉。伊克斯建議羅斯福總統利用《古蹟法案》，在不經國會同意下直接將土地劃入保護，藉此在傑克遜谷建立國家紀念區。羅斯福總統在1943年成立了89,000公頃（221,000英畝）的傑克遜谷國家紀念區，當中包含了洛克菲勒捐贈的土地，以及部分提頓國家森林土地。紀念區與公園彼此相鄰，且都由國家公園管理局管轄，但紀念區分配到的資金和保護卻不等同於國家公園，而國會議員多次提議廢除新成立的國家紀念區。
二次大戰結束後，輿論大多支持將紀念區加入公園內。雖然當地仍有反對意見，但兩者最終在1950年合併。大提頓和黃石國家公園之間9,700公頃（24,000英畝）的土地在1972年加入國家公園管理局。歸功於洛克菲勒的努力，那塊土地和連結公園南界到黃石公園西拇指的道路因此命名為「小约翰·D·洛克菲勒紀念大道」。洛克菲勒家族擁有的JY牧場，緊鄰大提頓國家公園西南側。家族在2007年將所有權轉交給公園，並於2008年7月21日成立勞倫斯·S·洛克菲勒保護區。

### 登山歷史

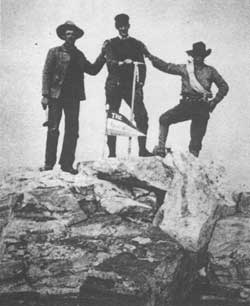
這張由威廉·O·歐文在1898年拍攝的照片中，他的夥伴約翰·西瓦、富蘭克林·斯伯丁和法蘭克·皮特森站在大提頓山頂上

從1875年左右開始，攻頂提頓山脈成為探險家的焦點，但白人探險家很可能不是第一位攻頂的。早在有歷史紀錄以前，人類就已經爬上了險峻的大提頓山。在大提頓山峰下160公尺（530英尺）的上鞍部（Upper Saddle），海拔4,010公尺（13,160英尺）的地方就發現了人類遺跡，那是原住民所建造石圍構造（The Enclosure）。1872年海登探查隊的成員納薩尼爾·P·蘭福德和詹姆士·史蒂芬生（James Stevenson）在嘗試攀登大提頓山的過程中發現了遺跡。由於蘭福德和史蒂芬生所記錄的沿路阻礙和景觀無法被後人證實，他們可能只超越遺跡不遠處。第一組經證實的攻頂者包括威廉·O·歐文、法蘭克·皮特森（Frank Petersen）、約翰·西瓦（John Shive）和富蘭克林·斯伯丁，他們在1898年8月11日攻頂。歐文曾兩度嘗試攻頂，並否認蘭福德和史蒂芬生曾攀登至超過遺跡處。究竟是何組團隊先攻頂，可能是美國登山界最大的爭議之一。之後，從1898至1923年間，沒有任何人攀登大提頓山的紀錄。
到了1930年代中期，有許多大提頓山登山路徑被開發，包括1931年由格倫·埃克森創建的東北山脊路徑。埃克森與知名的登山家保羅·佩佐爾德在1931年成立了埃克森登山導覽。幾乎所有提頓山脈在1930年代晚期都已被人攀登，包括很多人攀登失敗的莫蘭山（Mount Moran）和歐文山（Mount Owen），分別在1922和1930年由福禮休夫·福禮塞成功攀登。中提頓山（3,904公尺）和南提頓山（3,816公尺）同時在1923年8月29日被攻頂，皆為阿爾伯特·艾靈伍德帶領的登山隊所達成。隨著攀登技術和安全裝備的進步，出現許多攀登大提頓山的新路線，其中也有優勝美地攀登難度等級超過5.9的路線。最早由歐文所走的歐文-斯伯丁路線難度為5.4，因為除了坡度之外還有諸多其他疑慮。到了20世紀中，公園中的攀岩和抱石運動變得非常熱門。1950年代末期，登山家約翰·吉爾來到珍妮湖附近攀登大石。他利用體操技巧來攀岩，像是使用止滑粉使手保持乾燥、增加抓握能力。到了20世紀末，人們開始攀登許多極度困難的峭壁，包括幾處位於死亡峽谷（Death Canyon）內。至1990年代中期，附近地區的登山和攀岩路徑總共達800多條。

## 公園管理

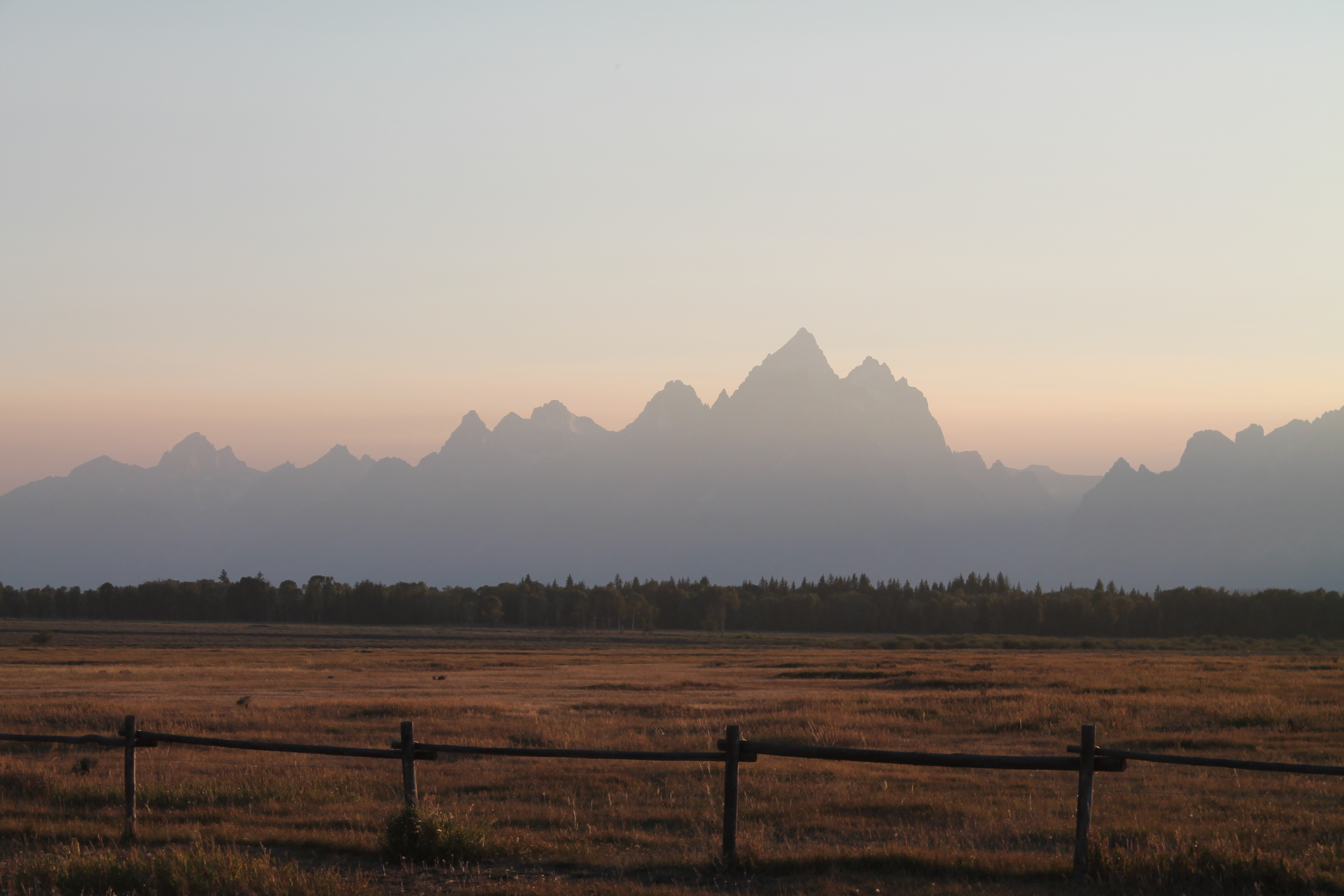
提頓山脈的日落

大提頓國家公園是美國參觀人數前十多的國家公園，從2007年至2016年，平均每年參觀人數達275萬人，2016年更達到327萬人。大提頓國家公園和小約翰·D·洛克菲勒紀念大道都是由聯邦機構國家公園管理局管轄，隸屬於美國內政部。公園的長期僱員平均有100人，而季節性僱員則有180人。公園也管理27個特許經營權，提供住宿、餐廳、登山嚮導、度假農場、釣魚和珍妮湖上的接駁船等服務。國家公園與其他聯邦機構有緊密的合作，包括森林局、魚類及野生動物管理局、美國墾務局及航空管理局（管理公園內的傑克遜機場）。傑克遜機場位在傑克遜鎮北方，跑道於1930年代完工。機場後來被劃設到傑克遜谷國家紀念區內，並隨著與公園合併而成為公園的一部份，也是唯一位在美國國家公園內的商用機場。此機場有全美國最嚴格的噪音管制措施，也實施夜間禁航。機場還有飛航路線的限制，飛機只能從東、南和西南方進出機場。到2010年為止，有110筆私人地產位在大提頓國家公園內，多數為懷俄明州所有。公園希望與他方合作購買公園內的私有地，或與其他聯邦土地交換所有權，並且希望在2016年前籌得1千萬美元用以購地。
2016年12月，公園買下了259公頃（640英畝）的羚羊平地（Antelope Flats Parcel），該地原先為懷俄明州學校土地信託所擁有。購地花費4600萬美元，其中2300萬元由水土保育基金支付，剩餘的錢則從5,421位捐贈者募得，而這筆錢將投入於懷俄明公立學校中。大提頓國家公園仍在協商購買另外259公頃的凱利土地（Kelly Parcel）。2018年，位在莫爾蒙歷史區、面積0.4公頃（1英畝）的莫爾頓牧場小木屋，被賣給了大提頓國家公園基金會。2020年，國家公園管理局與保育基金合作，買下一塊接近花崗岩峽谷（Granite Canyon）入口收費亭、14公頃（35英畝）的土地。

## 地理

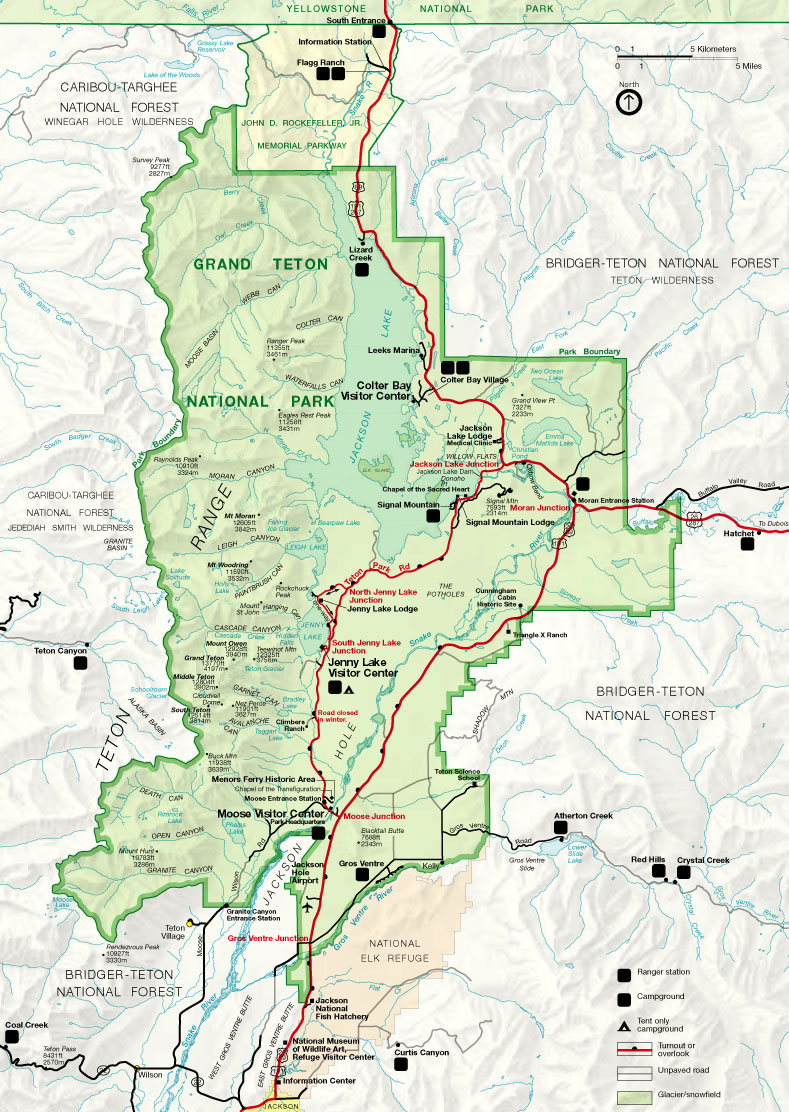
大提頓國家公園和小約翰·D·洛克菲勒紀念區地圖

大提頓國家公園位在懷俄明州西北方。公園北方與小約翰·D·洛克菲勒紀念區相接，紀念區同樣是由公園管理。而同名的景觀大道從大提頓公園南界連接到黃石公園的西拇指（West Thumb）。大提頓國家公園面積約130,000公頃（310,000英畝），而小約翰·D·洛克菲勒紀念區面積9,600公頃（23,700英畝）。大部分的傑克遜谷和提頓山脈的山峰都在公園範圍內。公園西界為卡里布-塔基國家森林內的傑迪迪亞·史密斯荒野，包含提頓山脈的西側山坡；東北和東界是布里傑-提頓國家森林內的提頓荒野和格羅斯文特荒野；東南界是國家麋鹿保護區，也是麋鹿群避冬之處；南界和西南界則是私人地。大提頓與黃石國家公園，及周遭的國家森林和保護區構成7,300,000公頃（18,000,000英畝；73,000平方公里）的大黃石生態系統。這個跨越3州的生態系，是世界上最大未遭破壞的中緯度生態系之一。若以道路距離計算，大提頓國家公園距離猶他州鹽湖城470公里（290英里）；距離科羅拉多州丹佛890公里（550英里）。

### 提頓山脈
提頓山脈是洛磯山脈當中最年輕的，約在9百萬到6百萬年前形成。山脈大約呈現南北走向，從傑克遜谷拔地而起，山腳下沒有丘陵地帶。提頓山脈長約64公里（40英里）、寬約11至14公里（7至9英里），屬於活動式斷塊山。山脈向西邊傾斜，靠近傑克遜谷的東側山坡非常陡峭，而靠近皮爾山谷的西側山坡較為緩和。沿著提頓斷層發生的一連串地震使斷層東邊逐漸上移、西邊逐漸下移，每300至400年平均移動30公分（1英尺），而主要移動發生在最近2百萬年內。雖然斷層帶曾發生過高達7.5烈度的地震，但自從有紀錄以來卻相對不活躍，1850年至今僅發生過幾次烈度大於5.0的地震。

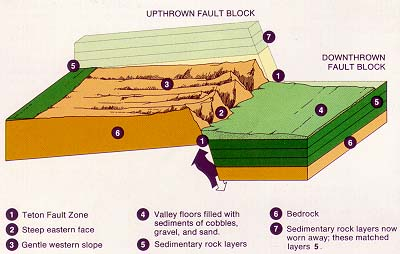
提頓山脈（斷塊山）和傑克遜谷的形成

除了海拔4,199公尺（13,775英尺）高的大提頓山之外，此區域還有9座超過海拔3,700公尺（12,000英尺）的山峰。其中8座位在雪崩峽谷和喀斯開峽谷之間的山峰形成了主教座堂群，是經常被拍攝的對象。喀斯開峽谷以北最突出的山峰是海拔3842公尺（12,605英尺）的莫蘭山，它是由單一巨石所形成，山頂與珍妮湖有1,746公尺（5,728英尺）的落差。山脈在莫蘭山以北逐漸與高海拔的黄石高原融合；而在主教座堂群以南則漸漸低矮，在提頓山口附近與蛇河山脈融合。
除了南邊的提頓山口外，並沒有任何車行道路穿越山脈，而由西向東的峽谷則提供了較簡便的登山路徑。峽谷由冰河和溪流塑造而成，從山上一直延伸到傑克遜谷旁，冰河流動過程中也在山脈上形成了數十個U形谷。位在山脈中部的喀斯開峽谷南有歐文山（Mount Owen）、提維諾山，北有對稱尖山，東則有珍妮湖。由南到北共有偉伯峽谷、莫蘭峽谷、畫筆峽谷、喀斯開峽谷、死亡峽谷和花崗岩峽谷切穿提頓山脈。

### 傑克遜谷

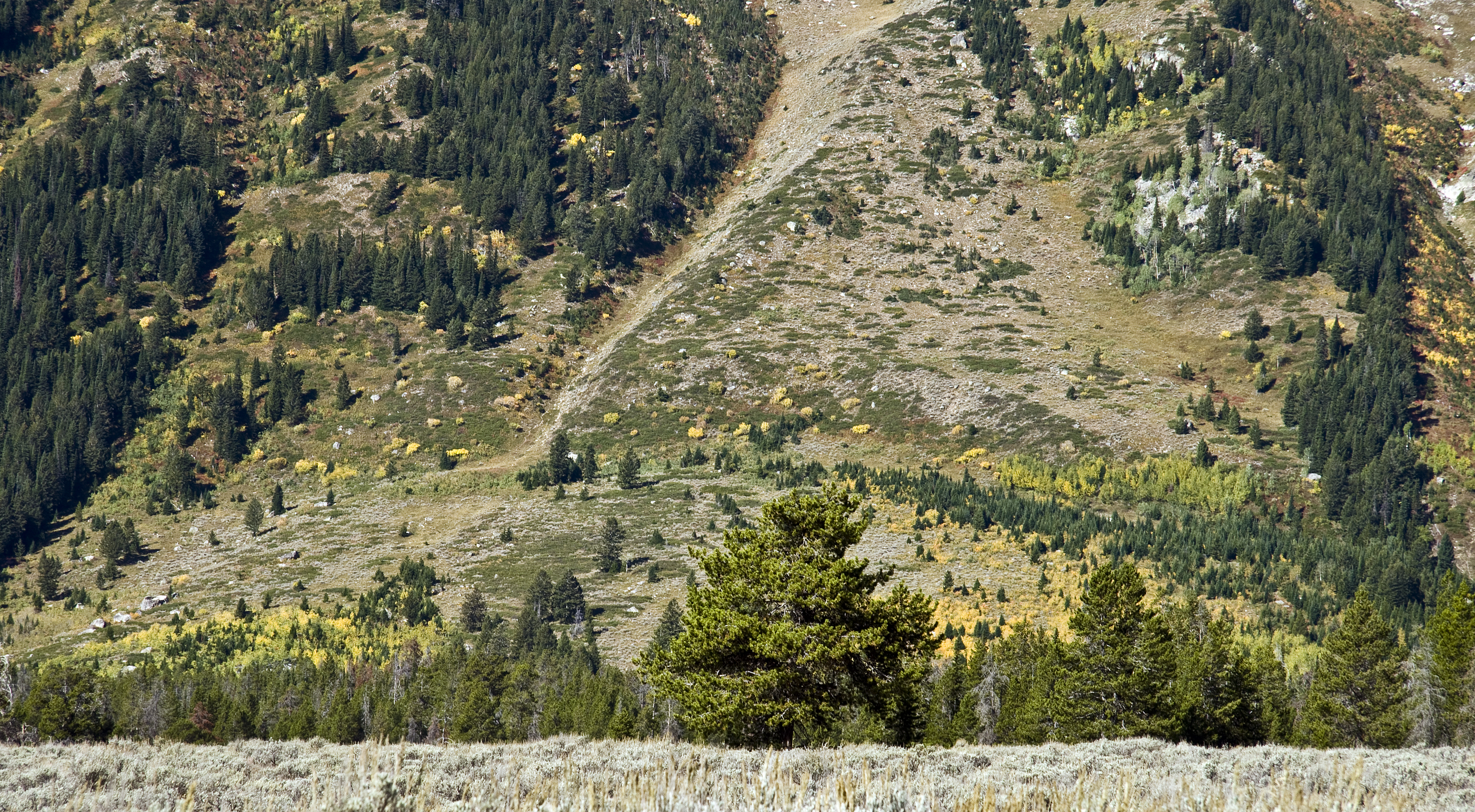
恰克岩山峰（Rockchuck Peak）下的提頓斷層，可見樹木形成一條水平線

傑克遜谷長89公里（55英里），寬10到21公里（6到13英里），屬於地塹谷。平均海拔2,100公尺（6,800英尺）；最低點在公園南界附近，海拔1,940公尺（6,350英尺）。傑克遜谷位在提頓山脈東側，此山谷向下垂直位移了9,100公尺（30,000英尺），並在兩側形成了正斷層（如提頓斷層），而傑克遜谷地塊和提頓山地塊分別為上盤和下盤，大提頓國家公園就幾乎涵蓋了這兩個地塊。由於從山脈風化而來的物質沉積在山谷中，因此兩者的實際高低差只有2,300公尺（7,700英尺）。傑克遜谷地勢大多平坦，海拔由南向北微幅上升，但仍有一些孤峰和山坡，如黑尾方山和信號山等。除了上述地形之外，蛇河也在傑克遜谷中侵蝕出河階。另外，冰河也在傑克遜湖東南方形成了數個凹地，稱為「鍋穴」。其形成原因是冰河沉積層內藏的冰塊，因冰河退後而融化，最後覆蓋物塌陷所造成的。

### 湖泊與河流

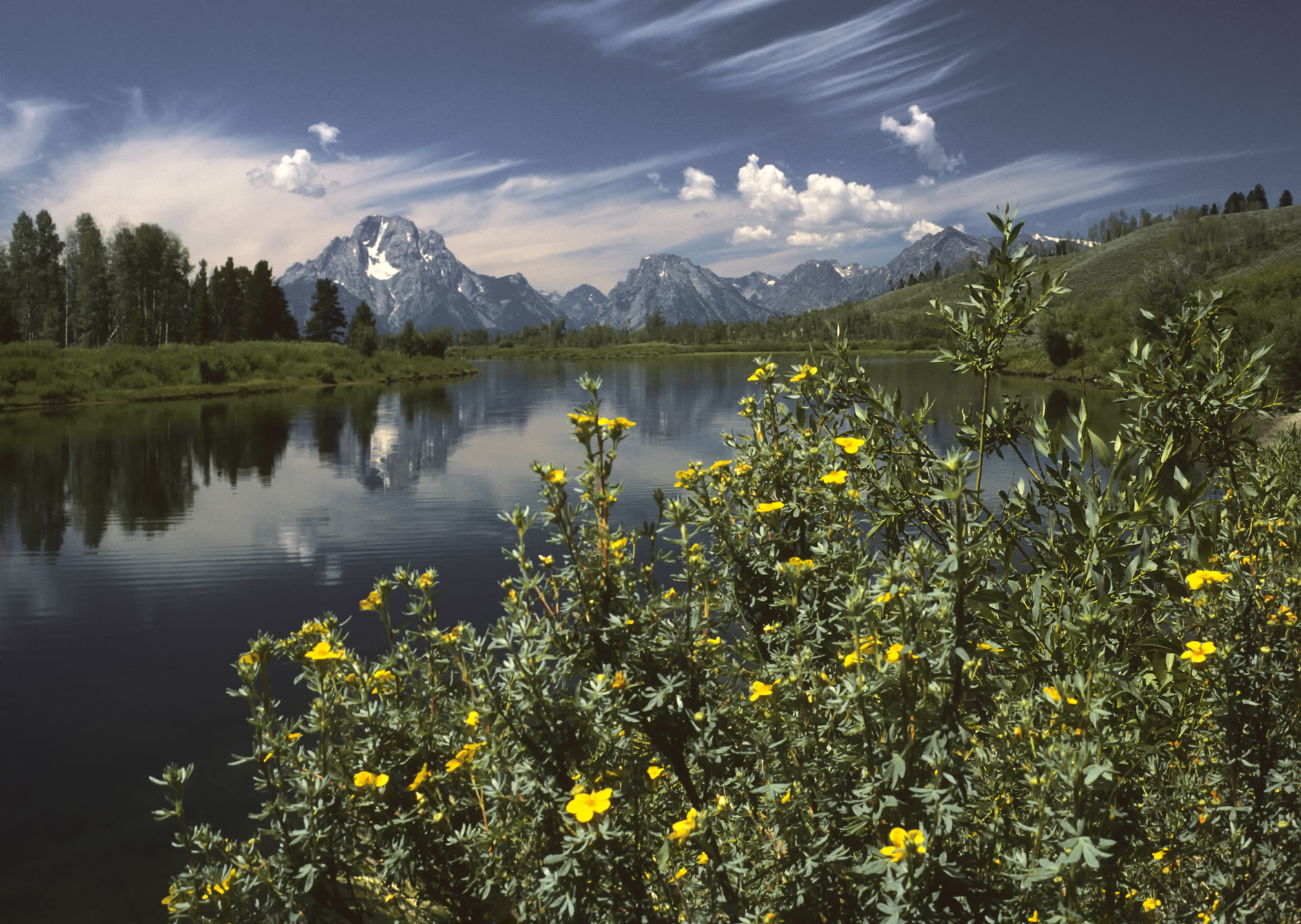
蛇河上的牛軛彎（Oxbow Bend）

公園內多數的湖泊是冰河所形成的，而最大的幾個湖泊都位在提頓山脈旁。公園最大的湖是位於北部的傑克遜湖，湖長24公里（15英里）、寬8公里（5英里）、深134公尺（438英尺）。傑克遜湖水壩是傑克遜湖的出口，在公園成立前就已建造，水壩使湖水位上升了12公尺（40英尺）。傑克遜湖旅館的東邊有艾瑪·瑪蒂達湖和雙洋湖。而傑克遜湖南邊的萊湖、珍妮湖、布萊德利湖、塔格特湖和費爾普斯湖都位在提頓山脈峽谷的出口旁。提頓山脈冰斗內的高山湖泊也很常見，共有100多座，位在喀斯開峽谷頂端冰斗的寂寞湖海拔達2,754公尺（9,035英尺）。其他許多湖泊位在海拔3,000公尺（10,000英尺）以上，如長年結凍的浮冰湖。公園內較少知名的大型瀑布，但在珍妮湖西邊，高30公尺（100英尺）的秘密瀑布，短暫步行就可以抵達。
蛇河在黃石國家公園內發源，往南流經大提頓國家公園和小約翰·D·洛克菲勒紀念區的邊界，並匯入傑克遜湖中。接著經由傑克遜湖水壩的溢洪道向南穿過傑克遜谷，最後在傑克遜機場西邊離開公園。公園內所有的大型湖泊都直接或經由支流匯入蛇河中。主要的支流有莫蘭（懷俄明州）附近的太平洋溪和水牛河，以及公園南邊的格羅斯文特河。蛇河流經相對平坦的傑克遜谷時，以平均每公里3.6公尺（每英里19英尺）的高度下降，然而源於東西兩邊山脈的支流就有較陡的坡度。蛇河較平坦的部分出現了辮狀河，而在較陡峭的部分則侵蝕並切穿了冰河沉積的鵝卵石。

### 冰河
提頓山脈主要的山峰都是由綿長的冰川塑形而成，而冰川現已消失。自250,000至150,000年前的冰期，厚達610公尺（2,000英尺）的冰川覆蓋了傑克遜谷。冰期的形成是由於經歷第四紀冰河期全球降溫造成，而不是當地地層的抬升。

## 外部連結
- 大提頓國家公園官方網站（页面存档备份，存于）（英文）